# Лара де Вит
Лара де Вит (Уит) (англ. Lara de Wit) — австралийская пианистка, скрипачка, аранжировщик и композитор. В настоящее время работает в Австралийской опере на должности педагогога-репетитора. Лара де Вит широко известна своими альбомами на музыку из видеоигр, саундтреков и аниме, которыми она пополняет свой канал на YouTube под именем «Lara6683».
В 2012 году Лара опубликовала свой первый альбом «Game On: 2 Player mode» — коллекцию фортепианных и скрипичных кавер-версий из аниме и видеоигр. Альбом был создан и аранжирован вместе с американской скрипачкой Тейлор Дэвис. В этом же году Лара де Вит вместе с Тейлор Дэвис и Кайлом Лэндри была приглашена в качестве музыкального исполнителя на открытие шестнадцатой международной выставки компьютерных игр в Лос-Анджелесе.
В 2014 году Лара начала выпускать серию синглов.

## Биография
Лара де Вит родилась в Дурбане, ЮАР. Когда она была ещё ребёнком, её семья переехала в Австралию, в Сидней. В шестилетнем возрасте Лара начала играть на фортепиано, удивив тем самым своих родителей. Мама записала её на занятия музыкой, после чего воспитательница из детского сада Лары сообщила им, что их дочь имеет неплохие музыкальные способности. На скрипке Лара начала играть в возрасте девяти лет. В то время она изучала «3 Unit Music» в средней школе Северного Сиднея для девочек (North Sydney Girls High School) и специализировалась на композиции. Окончив Associate in Music, Australia (AMusA) в 1999 году, Лара поступила в Университет Нового Южного Уэльса (UNSW) и окончила его со степенью бакалавра музыки с отличием по классу фортепиано.

## Карьера
Лара де Вит четыре года была пианисткой/педагогом-репетитором гастрольной группы «Oz Opera» в Австралийской опере. Она выступала с Австралийским ансамблем на нескольких мероприятиях и гастролировала с выдающимися популярными артистами и артистами-кроссоверами. Будучи очень опытным аккомпониатором, Лара часто выступала на студенческих сольных концертах и экзаменах, а также аккомпанировала разным музыкальным группам, включая Collegium Musicum Choir в Университете Нового Южного Уэльса (UNSW). За плечами Лары более десяти лет опыта преподавания фортепиано и музицирования как в индивидуальном виде, так и в классе. Она была музыкальным руководителем многих музыкальных театральных постановок и клавишником в нескольких профессиональных постановках, в том числе на гастролях в Китае и Японии в 2011 году. Ей было поручено сочинять оригинальные мюзиклы для организаций юного музыкального театра, а также руководить и исполнять музыку в этих же постановках. Она получила несколько наград за высочайшее исполнение в собственных выступлениях. С 2014 года Лара работает в Австралийской опере Сиднейского оперного театра.

### Утверждение на YouTube и открывшиеся возможности
Лара де Вит, страстная обожательница музыки из видеоигр (она получила свою первую игровую консоль Nintendo ещё в детстве), решила воспользоваться YouTube словно «витриной», чтобы поделиться своими размышлениями насчёт этого жанра. Она начала вести свой канал с 18 февраля 2009 года, и статистика канала такова: 195 опубликованных видео, более 148 тысяч подписчиков и более 24 миллионов просмотров видео. Признание, которое пришло с популярностью на YouTube, предоставило Ларе возможность продемонстрировать свой талант:
- В начале 2012 года она была приглашена вместе с другими музыкантами YouTube — Тейлор Дэвис и Кайлом Лэндри чтобы выступить на Выставке электронных развлечений 2012 (E3 Expo)[6].
- В апреле 2014 года Лара вместе с пианистом Кайлом Лэндри участвуют в инструментальных концертах: «Ночь киномузыки» (Movie Music Night) и «Ночь аниме-музыки» (Anime Music Night) в Сингапуре[7][8].
- С 10 марта 2017 года Лара де Вит так же проводит прямые трансляции на платформе Twitch[9]

## Полная дискография

### Альбомы

#### Game On: 2 Player Mode – Лара де Вит иТейлор Дэвис(2012)
1. Assassin's Creed 3 Theme
2. Passion (из «Kingdom Hearts II»)
3. Fairy Tail Theme
4. Aeris' Theme (из «Final Fantasy VII»)
5. Guile's Theme (из «Street Fighter II»)
6. Sons of Liberty (из «Metal Gear Solid 2»)
7. Roxas theme (из «Kingdom Hearts II»)
8. Chocobo Medley
9. To Galaxy (из «Halo 4»)
10. An End, Once and for All (из «Mass Effect 3»)
11. Pokémon Theme
12. Eyes on Me (из «Final Fantasy VIII»)
13. Song of Storms (из «Zelda OoT»)

### Синглы

#### Сольные
1. Walking in the Air (из мультфильма «Снеговик» (The Snowman))
2. Game of Thrones (главная тема)
3. Let It Go (из мультфильма «Холодное сердце» (Frozen))

#### сТейлор Дэвис
1. Assassin's Creed 3 Theme (релиз 7 ноября 2012)
2. Halo 4: To Galaxy (релиз 9 ноября 2012)
3. Phantom of The Opera Medley (релиз 27 августа 2013)

#### сКайлом Лэндри
1. Realm of Secrets (оригинальная композиция Кайла Лэндри)

#### соString Player Gamer
1. 'Vamo' alla flamenco (из Final Fantasy IX)
2. Voices & Strings – feat. LadyGameLyric (из Final Fantasy IX)

Дискография позаимствована из iTunes и Loudr.